# Politica Ungariei

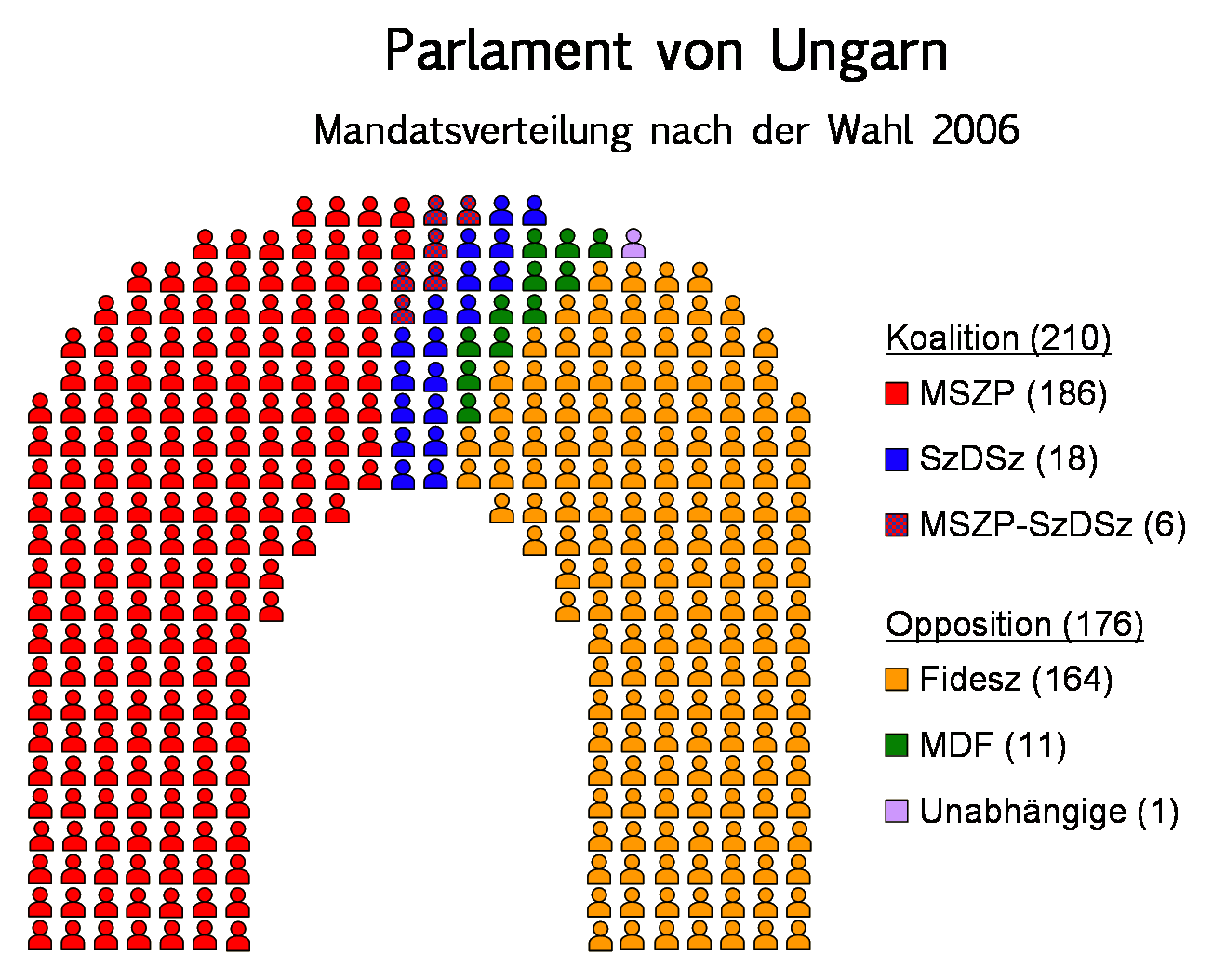
Parlamentul Ungar după alegirile din 2006

Parlamentul Ungar este format din 199 de deputați. Deputații îl aleg pe primul ministru, iar primul ministru desemnează guvernul și miniștrii. 
Forma de stat al Ungariei este republică. Constituția Maghiară scrisă în 2011 și a intrat în vigoare la 1 ianuarie 2012. Președintele este ales odată la 5 ani, funcția președintelui este reprezentativă dar el desemnează premierul și este autoritatea supremă a armatei, parlamentul inițiază legi care trebuie să corespundă cu constituția ungară, președintele aprobă, în caz că nu corespunde, președintele are dreptul să anuleze legea inițiată de parlament, prin curtea de constituție. 